# Sapperton (Gloucestershire)
Pour les articles homonymes, voir Sapperton.
Sapperton est une paroisse civile et un village du Gloucestershire, en Angleterre.